# Металимнион
Металимнион или термоклин (грч. meta — иза, после и грч. limnion — језерце) је слој у флуиду где се запажа изненадни температурни скок, тј. нагли пад. Он обухвата простор од неколико сантиметара до неколико метара између епилимниона и хиполимниона. 
У језерима у металимниону је температура нижа, за по 10 °C, на један метар дубине, а густина воде расте. Разлог настанка оваквих промена у металимниону објашњава се чињеницом да у епилимниону долази до мешања воде услед ветрова, као и утицаја сунца, што овде изостаје. Металимнион није увек на истој дубини, па тако варира од 10 m до 20−30 m у зависности од доба године, загревања, таласа и др.